# Per Nilsson-Tannér

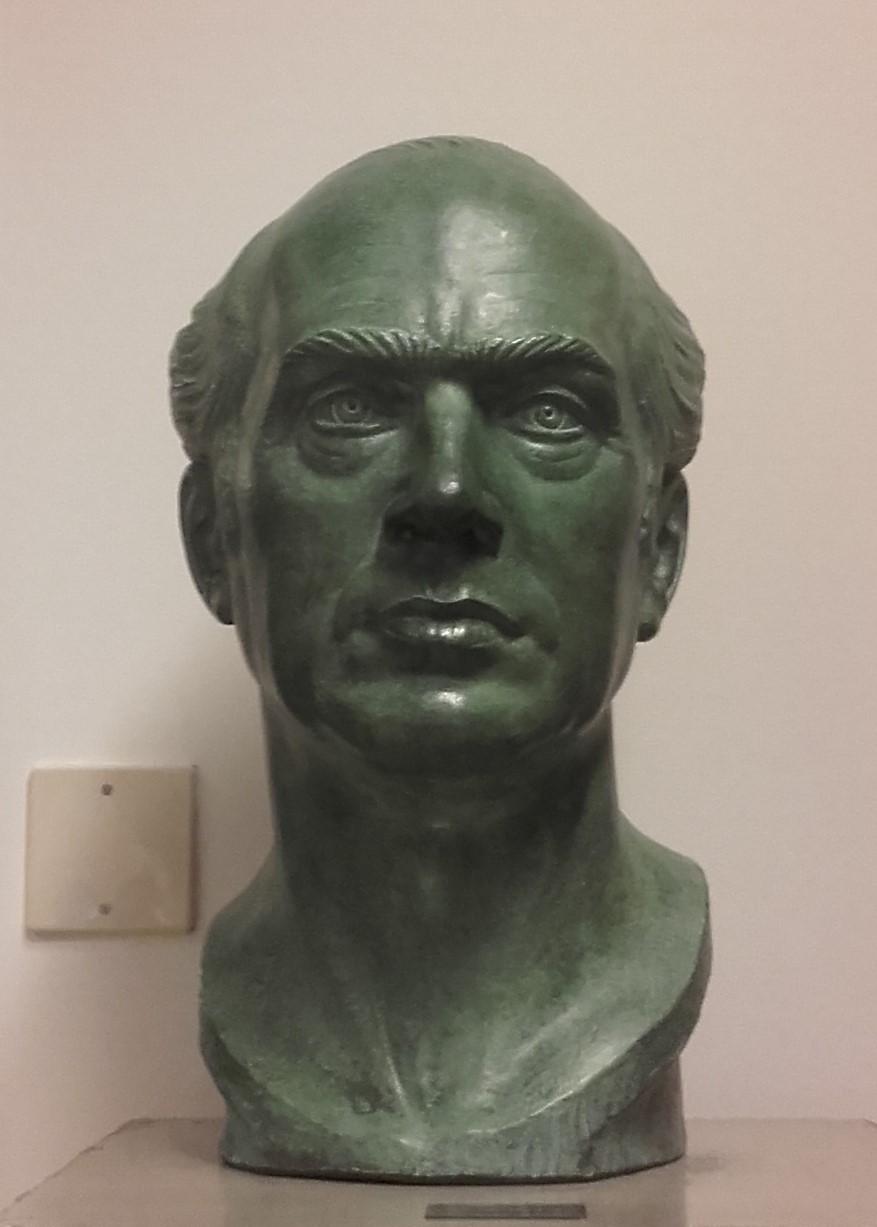
Byst av skulptören Olof Ahlberg i J/H-rummet på Östersunds bibliotek.

Per Nilsson-Tannér, född 9 februari 1904 i Tand, Tandsbyn, Jämtland, död 30 november 1978 i Östersund, var en svensk författare och journalist.

## Biografi

### Ungdom
Tannérs föräldrar var hemmansägaren Nils Erik Persson och Kristina Eliasson. 
Han gifte sig 17 december 1927 i Lockne med småskollärarinnan Ingeborg Betty Elise Persson. Per Nilsson-Tannér hörde till den generation av unga författare som på 1920-talet vågade sig ut på den litterära arenan utan att ha annan formell utbildning än sexårig folkskola. Som 17-årig skogsarbetare fick han sina första noveller publicerade i lokalpressen. Därmed öppnades vägen till tidningarnas värld, och han anställdes vid Jämtlands Tidning. Efter ett mycket kort försök att bli journalist i Malmö 1926 slog han sig för gott ned i födelseorten Tand (Tandsbyn) och tog efter denna namnet Tannér.

### Författarskap
Barndoms- och ungdomstiden har han skildrat i de självbiografiska romanerna I grönan dal (1959) och Blommande år (1960). De vittnar om vilka svårigheter en obemedlad jämtländsk småbrukarpojke med författarambitioner hade att brottas med. Han hade emellertid en stark vilja och stöd från personer, som i honom såg en stor talang. Särskilt mycket betydde vänskapen med den norske författaren Johan Falkberget i Røros. Han översatte flera av dennes romaner, och ömsesidigt stödde de lanseringen av varandras författarskap i respektive grannland.
Redan 1923 publicerade han i tidningen Familjetidningen Smålänningen en följetong i romanform, Lyckan kommer. Hans egentliga litterära debut skedde dock tre år senare med novellsamlingen Nordanifrån, som består av livfulla skildringar av människor och levnadsförhållanden i de jämtländska skogsbygderna. Boken fick ganska god press, särskilt i arbetartidningarna, där man på flera håll presenterade honom som en ny lovande proletärförfattare. Han började nu ett liv som fri journalist och författare. Han blev ett allt oftare förekommande namn i såväl riks- lokal- och veckopress. Den journalistiska bredden var stor och omfattade bland annat reportage, kåserier, krönikor, dagsverser, noveller, följetonger, recensioner, reseskildringar och kulturartiklar. Särskilt nära kontakter hade han i början med de två lokala tidningarna Jämtlands Tidning i Östersund och Smålänningen i Ljungby. Här och i veckopressen skrev han ofta under pseudonym (Den yngste, Petter i byn, Nordbo, Gunnar Lehjde, Huga-Huga). Som 50-åring knöts han till Östersunds-Posten, där han under många år var kulturredaktör.
Per Nilsson-Tannér var en mycket anlitad föredragshållare. Enligt egen uppgift höll han under sin mest aktiva tid fram till mitten av 1950-talet långt över ett tusen föredrag i landets olika delar och i radio. Under finska vinterkriget var han krigsreporter, och den tjänstgöringen följdes av en omfattande föredragsturné för Finlandshjälpen. Han belönades senare för dessa insatser med ordensutmärkelsen Finlands Lejon (1957).
I sin hemby utförde han en praktisk gärning av varaktig betydelse. Han hade som ledamot i hemsocknens arbetslöshetskommitté insett, att sysselsättningsproblemet krävde aktiva lokala insatser. Själv startade han i Tandsbyn företaget Tia AB och var under ett år dess direktör. Ännu betydelsefullare var, att han inspirerade andra till etableringar, så att byn snabbt utvecklades till ett i jämtländska sammanhang betydande industrisamhälle. Han lade emellertid inte bara vikt vid den ekonomiska utvecklingen utan också vid den kulturella. Han var en pionjär inom bygdegårdsrörelsen och tog på 1930-talet initiativet till en mycket aktiv bygdegårdsförening i Tandsbyn. Han var under lång tid föreningens ordförande och medverkade själv till det kulturella utbudet genom flera krönikespel och ett tjugotal lokalrevyer. Senare blev han distriktsordförande och ledamot av centralstyrelsen för Bygdegårdarnas riksförbund. Både i tal och skrift, till exempel Det hände i en by (1950), propagerade han ivrigt för bygdegårdstanken och landsbygdens kulturfrågor.
Engagemangen i ekonomisk och kulturell verksamhet i hembyn förändrade hans ursprungligen socialistiska samhällsuppfattning. Han blev ivrig talesman för landsbygdens sak och för småskalig företagsamhet. Den begynnande avfolkningen av landsbygden bekymrade honom tidigt och djupt. Hans kanske bästa roman, Ingen vänder åter (1941), som tilldelades Folket i Bilds romanpris, behandlar det ämnet. Han begränsade sig dock inte till litterära insatser. Han var en av initiativtagarna till Norrlandsförbundet och satt i dess arbetsutskott och styrelse i 17 år.
Per Nilsson-Tannér hade osedvanligt lätt att formulera sig, och det hände mera sällan att han ansåg sig behöva omarbeta sina manuskript. Begåvningen gjorde dock emellanåt författandet alltför lätt för honom, och den benägenheten förstärktes av hans febrila verksamhetsiver på många andra områden. Det blev helt enkelt inte nog tid för eftertanke och bearbetning. Delar av författarskapet kom därför att präglas av en viss schablonmässighet, och personteckningarna kan ibland vara ganska schematiska. Inte desto mindre var han en omtyckt författare. Flera av hans böcker såldes i stora upplagor, och några av dem översattes till främmande språk, framför allt till norska.
Per Nilsson-Tannér var en utomordentligt produktiv författare. Han åstadkom inte mindre än 55 böcker, främst romaner, ungdomsböcker och lokalhistoriska arbeten, samt en mängd småskrifter och artiklar i olika tidskrifter och samlingsverk. I allmänhet tog han sin utgångspunkt i den jämtländska hembygden, och han var en god och initierad skildrare av dess folkliv och miljöer. Ett centralt tema i hans författarskap var brytningen mellan bondesamhället och den framväxande industrialismen. Romanen Det onda året (1927) behandlade skogskonflikterna i Norrland under 1920-talet. I Rammensfolket (1930), Ingen vänder åter (1941), De sådde sol och aska (1944) och En fågel i min hand (1945) ville han visa hur djupt skogsbolagens framfart i Jämtland berörde människor och skapade split och oro i bygderna. Efterkrigstidens snabba vattenkraftsutbyggnad kritiserade han i romanen Jag lille tredjeman (1950). Genom att visa hur hårt den kan drabba människorna i en liten by i en älvdal åskådliggjorde han den mänskliga och den moraliska konflikt som kan följa i de tekniska framstegens spår.
Per Nilsson-Tannér hyste ett glödande intresse för historia, särskilt lokalhistoria, och flera av hans romaner och ungdomsböcker tog upp historiska ämnen. Särskilt behandlade han de krigstiden på 1600-talet, då Jämtland-Härjedalen var ett återkommande tvisteämne mellan Danmark och Sverige (Inger Grannes, 1939, Häxan, 1955, Gränslösa land, 1975). Han sökte också att intressera ungdomar för historia och pojkboken Bångens pojkar (1936), som handlar om det olyckliga Armfeltståget 1718–1719, var hans kanske mest sålda bok. Han var dock inte någon grundlig forskare, och i romanerna använde han i rikt mått sin livliga fantasi, vilket i fråga om skildringen av häxprocesserna i Härjedalen i Häxan ledde till en skarp vidräkning från jämtlandsforskaren Janrik Bromé.
Per Nilsson-Tannér gjorde dock hembygdsforskningen stora tjänster som popularisator av lokalhistorien. Han utgav flera goda topografiska verk, där han förenade sin stora beläsenhet och kunnighet med den ovedersägliga journalistiska lättheten i stilen. Särskilt uppmärksammat blev bildverket Jämtland (1961), som han utgav tillsammans med fotografen Erik Liljeroth. Det vann första pris i en stor internationell tävling i Wien om bästa turistpublikation.

### Övrig verksamhet
Vid sidan av sitt författarskap hade Nilsson-Tannér en rad förtroende- eller specialuppdrag:
- volontär vid Jämtlands Tidning i Östersund 1923–1926,
- ledamot av arbetslöshetskommittén i Lockne 1931–1933,
- ordförande i Tandsbyns bygdegårdsförening där 1935,
- ledamot av styrelsen för Tia AB 1943–1945,
- ledamot av styrelsen för folk- o fortsättningskolan i Lockne 1944—1947,
- ledamot av styrelsen för hembygdsförbundet Heimbygda 1947–1964,
- ordförande i Jämtlands läns distrikt av Bygdegårdarnas riksförbund 1949,
- ledamot av kommunalfullmäktige i Brunflo 1951–1962,
- stormästare i Jämtlands Gille, Östersund, 1951–1978,
- ordförande i Lockne hembygdsförening 1952–1958,
- ledamot av Norrlandsförbundets arbetsutskott och styrelse 1952–1969,
- ledamot av redaktionskommittén för Norrländsk tidskrift 1952–1969,
- kulturredaktör vid Östersunds-Posten 1953–1967,
- ledamot av styrelsen för Jämtland-Härjedalens turistförening 1955–1960,
- ledamot av styrelsen för Brunflo kommunbibliotek 1956–1959,
- ordförande i Jämtland-Härjedalens distriktskommitté av Bygdeteatern.

## Priser och utmärkelser
- 1956 – Boklotteriets stipendiat
- 1957 – Landsbygdens författarstipendium
- 1968 – Hedersledamot vid Norrlands nation i Uppsala
- 1977 – Hedersdoktor vid Umeå universitet